# ورزشگاه ژرلان
ورزشگاه ژرلان ورزشگاه اصلی شهر لیون است که در محله ژرلان واقع شده و هم‌اکنون باشگاه فوتبال المپیک لیون برای تمرینات و انجام بازی‌های خانگی از آن استفاده می‌کند. چهارمین ورزشگاه فرانسه از نظر گنجایش است و از ۴ اکتیر ۱۹۶۷ در لیست میراث فرهنگی کشور فرانسه ثبت شده‌است.

## تاریخچه ورزشگاه
سازنده آن تونی گارنیه است و احداث آن از سال ۱۹۱۴ آغاز شد که جنگ جهانی اول باعث توقف کار شد تا سال ۱۹۱۹ که کار با استفاده از اسرای جنگ آلمانی ادامه پیدا کرد و کار ساخت آن در سال ۱۹۲۰ به پایان رسید. برای بازی‌های جام ملتهای اروپا ۱۹۸۴ بازسازی و برای بازی‌های جام جهانی ۱۹۹۸ فرانسه توسط آلبرت کنستانتین تبدیل به ورزشگاهی مدرن با جایگاه‌های اختصاصی شد. این ورزشگاه گنجایش ۴۰٬۴۹۴ را دارد.

## بازیهای مهم
- در ۹ سپتامبر ۱۹۸۰ در جریان بازی باشگاه فوتبال المپیک لیون و باشگاه فوتبال سن‌اتین رکورد تماشاگر با به حضور ۴۸٬۵۵۲ نفر شکسته شد.
- در جریان بازی‌های جام ملت‌های اروپا ۱۹۸۴ ورزشگاه میزبان دو بازی تیم ملی فوتبال دانمارک– تیم ملی فوتبال یوگسلاوی و تیم ملی فوتبال اسپانیا-تیم ملی فوتبال دانمارک بود.
- در می ۱۹۸۶فینال جام در جام اروپا دیدار باشگاه فوتبال دینامو کیف و باشگاه فوتبال اتلتیکو مادرید برگزار شد.

در مسابقات جام جهانی ۱۹۹۸ ورزشگاه ژرلاند میزبان چهار مسابقه مقدماتی و یک مسابقه یک چهارم نهایی بود.
- تیم ملی فوتبال کره جنوبی- تیم ملی فوتبال مکزیک
- تیم ملی فوتبال ژاپن-تیم ملی فوتبال جاماییکا
- تیم ملی فوتبال آمریکا- تیم ملی فوتبال ایران
- تیم ملی فوتبال رومانی- تیم ملی فوتبال کلمبیا
- تیم ملی فوتبال آلمان- تیم ملی فوتبال کرواسی (یک چهارم نهایی)[۴]